# Pemfigoid bliznowaciejący
Pemfigoid bliznowaciejący – bliznowaciejące, nadżerkowe zapalenie spojówek trudno poddaje się leczeniu i u części pacjentów prowadzi do ślepoty. Zmiany oczne u 60-70% chorych. Zmiany na błonach śluzowych u 90%. Zmiany bliznowaciejące na skórze 25%.